# Rhyncomya disclusa
Rhyncomya disclusa är en tvåvingeart som beskrevs av Villeneuve 1927. Rhyncomya disclusa ingår i släktet Rhyncomya och familjen Rhiniidae. Inga underarter finns listade i Catalogue of Life.